# The Secret Life of the American Teenager
The Secret Life of the American Teenager je americký seriál vytvořený Brendou Hampton, který odstartoval na televizní stanici ABC Family 1.7.2008. Drama dospívajících je zaměřeno na vztahy mezi rodinou a přáteli, kteří se potýkají s neočekávaným těhotenstvím hlavní hrdinky Amy Juergensové (hraje Shailene Woodleyová).
Na počátku se seriál setkal s nízkým hodnocením. Avšak s příchodem nových zajímavých postav oblíbenost vzrostla. Seriál se vysílá v pondělí večer na ABC Family (Spojené státy americké) a Citytv (Kanada).

## Děj
Celý seriál se točí kolem teenagerky Amy Juergensové. Tajný život amerických teenagerů se zabývá působením Amyina těhotenství na její život, přátelé a rodinu.

## Obsazení
- Shailene Woodley jako Amy Juergens
- Daren Kagasoff jako Richard "Ricky" Underwood
- Megan Park jako Grace Kathleen Bowman
- Francia Raisa jako Adrian Lee
- Ken Baumann jako Benjamin "Ben" Boykewich
- India Eisley jako Ashley Juergens
- Greg Finley II jako Jack Pappas
- Molly Ringwald jako Anne Juergens
- Mark Derwin jako George Juergens
- Steve Schirripa jako Leo Boykewich

## Produkce
Tajný život získal cenu Teen Choice Award. Sledovanost se pohybovala kolem 4 000 000 diváků a seriál patří mezi první zabývající se těhotenstvím mladistvých.
První řada začala s 11 epizodami vysílanými od 1.7.2008 do 9.9.2008. Po přestávce se dalších 12 dílů začalo vysílat od 5.1.2009. Celkový počet dílů byl 23. Druhá řada se začala vysílat 22. června 2009. Třetí řada 7. července 2010. V lednu 2011 bylo uveřejněno, že seriál se vrátí i se čtvrtou řadou. 2. února 2012 bylo stanicí ABC Family potvrzena 5. řada.